# 60 mètres haies aux championnats du monde d'athlétisme en salle
Pour un article plus général, voir Championnats du monde d'athlétisme en salle.
Le 60 mètres haies fait partie des épreuves inscrites au programme des premiers championnats du monde d'athlétisme en salle, en 1985, à Paris. 
Avec trois médailles d'or remportées, les Américains Allen Johnson et Grant Holloway sont les athlètes les plus titrés dans cette épreuve. Leurs compatriotes Lolo Jones, Nia Ali et la Bahaméenne Devynne Charlton détiennent quant à elles le record de victoires féminines avec deux titres. 
Chez les hommes, le record des championnats du monde en salle est actuellement détenu par l'Américain Grant Holloway, auteur de 7 s 29 en demi-finale des Mondiaux en salle de 2022 et en finale de l'édition 2024. Chez les femmes, le meilleur temps appartient à la Bahaméenne Devynne Charlton qui établit un nouveau record du monde en 7 s 65 en finale des championnats du monde en salle 2024.

## Éditions
| Années | 87 | 89 | 91 | 93 | 95 | 97 | 99 | 01 | 03 | 04 | 06 | 08 | 10 | 12 | 14 | 16 | 18 | 22 | 24 | 25 | Total |
| ------ | -- | -- | -- | -- | -- | -- | -- | -- | -- | -- | -- | -- | -- | -- | -- | -- | -- | -- | -- | -- | ----- |
| Hommes | X  | X  | X  | X  | X  | X  | X  | X  | X  | X  | X  | X  | X  | X  | X  | X  | X  | X  | X  | X  | 20    |
| Femmes | X  | X  | X  | X  | X  | X  | X  | X  | X  | X  | X  | X  | X  | X  | X  | X  | X  | X  | X  | X  | 20    |

## Hommes

### Palmarès
| Édition | Or                         | Argent                         | Bronze                                    |
| ------- | -------------------------- | ------------------------------ | ----------------------------------------- |
| 1985    | Stéphane Caristan 7 s 67   | Javier Moracho 7 s 69          | Jon Ridgeon 7 s 70                        |
| 1987    | Tonie Campbell 7 s 51 (CR) | Stéphane Caristan 7 s 62       | Nigel Walker 7 s 66                       |
| 1989    | Roger Kingdom 7 s 43 (CR)  | Colin Jackson 7 s 45           | Igors Kazanovs 7 s 59                     |
| 1991    | Greg Foster 7 s 45         | Igors Kazanovs 7 s 47          | Mark McKoy 7 s 49                         |
| 1993    | Mark McKoy 7 s 41 (CR)     | Colin Jackson 7 s 43           | Tony Dees 7 s 43                          |
| 1995    | Allen Johnson 7 s 39 (CR)  | Courtney Hawkins 7 s 41        | Tony Jarrett 7 s 42                       |
| 1997    | Anier García 7 s 48        | Colin Jackson 7 s 49           | Tony Dees 7 s 50                          |
| 1999    | Colin Jackson 7 s 38 (CR)  | Reggie Torian 7 s 40           | Falk Balzer 7 s 44                        |
| 2001    | Terrence Trammell 7 s 51   | Anier García 7 s 54            | Shaun Bownes 7 s 55                       |
| 2003    | Allen Johnson 7 s 47       | Anier García 7 s 49            | Liu Xiang 7 s 52                          |
| 2004    | Allen Johnson 7 s 36 (CR)  | Liu Xiang 7 s 43               | Maurice Wignall 7 s 48                    |
| 2006    | Terrence Trammell 7 s 43   | Dayron Robles 7 s 46           | Dominique Arnold 7 s 52                   |
| 2008    | Liu Xiang 7 s 46           | Allen Johnson 7 s 55           | Evgeniy Borisov Stanislavs Olijars 7 s 60 |
| 2010    | Dayron Robles 7 s 34 (CR)  | Terrence Trammell 7 s 36       | David Oliver 7 s 44                       |
| 2012    | Aries Merritt 7 s 44       | Liu Xiang 7 s 49               | Pascal Martinot-Lagarde 7 s 53            |
| 2014    | Omo Osaghae 7 s 45         | Pascal Martinot-Lagarde 7 s 46 | Garfield Darien 7 s 47                    |
| 2016    | Omar McLeod 7 s 41         | Pascal Martinot-Lagarde 7 s 46 | Dimitri Bascou 7 s 48                     |
| 2018    | Andrew Pozzi 7 s 46        | Jarret Eaton 7 s 47            | Aurel Manga 7 s 54                        |
| 2022    | Grant Holloway 7 s 39      | Pascal Martinot-Lagarde 7 s 50 | Jarret Eaton 7 s 53                       |
| 2024    | Grant Holloway 7 s 29 (CR) | Lorenzo Simonelli 7 s 43       | Just Kwaou-Mathey 7 s 47                  |
| 2025    | Grant Holloway 7 s 42 (CR) | Wilhem Belocian 7 s 54         | Junxi Liu 7 s 55                          |

## Femmes

### Palmarès
| Édition | Or                                  | Argent                       | Bronze                                    |
| ------- | ----------------------------------- | ---------------------------- | ----------------------------------------- |
| 1985    | Xénia Siska 8 s 03                  | Laurence Elloy 8 s 08        | Anne Piquereau 8 s 10                     |
| 1987    | Cornelia Oschkenat 7 s 82 (CR)      | Yordanka Donkova 7 s 85      | Ginka Zagorcheva 7 s 99                   |
| 1989    | Yelizaveta Chernyshova 7 s 82 (=CR) | Lyudmila Narozhilenko 7 s 83 | Cornelia Oschkenat 7 s 86                 |
| 1991    | Lyudmila Narozhilenko 7 s 88        | Monique Éwanjé-Épée 7 s 90   | Aliuska López 8 s 03                      |
| 1993    | Julie Baumann 7 s 96                | LaVonna Martin 7 s 99        | Patricia Girard 8 s 01                    |
| 1995    | Aliuska López 7 s 92                | Olga Shishigina 7 s 92       | Brigita Bukovec 7 s 93                    |
| 1997    | Michelle Freeman 7 s 82 (CR)        | Gillian Russell 7 s 84       | Cheryl Dickey Patricia Girard-Léno 7 s 84 |
| 1999    | Olga Shishigina 7 s 86              | Glory Alozie 7 s 87          | Keturah Anderson 7 s 90                   |
| 2001    | Anjanette Kirkland 7 s 85           | Michelle Freeman 7 s 92      | Nicole Ramalalanirina 7 s 96              |
| 2003    | Gail Devers 7 s 81                  | Glory Alozie 7 s 90          | Melissa Morrison 7 s 92                   |
| 2004    | Perdita Felicien 7 s 75 (CR)        | Gail Devers 7 s 78           | Linda Ferga 7 s 82                        |
| 2006    | Derval O'Rourke 7 s 84              | Glory Alozie 7 s 86          | Susanna Kallur 7 s 87                     |
| 2008    | LoLo Jones 7 s 80                   | Candice Davis 7 s 93         | Anay Tejeda 7 s 98                        |
| 2010    | LoLo Jones 7 s 72 (CR)              | Perdita Felicien 7 s 86      | Priscilla Lopes-Schliep 7 s 87            |
| 2012    | Sally Pearson 7 s 73                | Tiffany Porter 7 s 94        | Alina Talay 7 s 97                        |
| 2014    | Nia Ali 7 s 80                      | Sally Pearson 7 s 85         | Tiffany Porter 7 s 86                     |
| 2016    | Nia Ali 7 s 81                      | Brianna Rollins 7 s 82       | Tiffany Porter 7 s 90                     |
| 2018    | Kendra Harrison 7 s 70 (CR)         | Christina Manning 7 s 79     | Nadine Visser 7 s 84                      |
| 2022    | Cyréna Samba-Mayela 7 s 78          | Devynne Charlton 7 s 81      | Gabriele Cunningham 7 s 87                |
| 2024    | Devynne Charlton 7 s 65 (WR)        | Cyréna Samba-Mayela 7 s 74   | Pia Skrzyszowska 7 s 79                   |
| 2025    | Devynne Charlton 7 s 72             | Ditaji Kambundji 7 s 73      | Ackera Nugent 7 s 74                      |